# Лазар Ђорђевић
Лазар Ђорђевић (Врање, 14. јул 1992) је српски фудбалер. Игра у одбрани.

## Каријера
Ђорђевић је играо за београдски Палилулац одакле је 2012. године прешао у македонски Силекс. Након тога је провео пет година у Словачкој где је играо за Кошице и Подбрезову. У јулу 2018. се вратио у српски фудбал и потписао двогодишњи уговор са Војводином. Након само једне полусезоне, и седам одиграних утакмица, Ђорђевић је у децембру 2018. раскинуо уговор са новосадским клубом. У другом делу сезоне 2018/19. је наступао у Чешкој за екипу Карвине. У сезони 2019/20. је наступао за Раднички из Ниша. У августу 2020. је потписао двогодишњи уговор са азербејџанском Зиром. У септембру 2022. се вратио у нишки Раднички. Напустио је клуб по окончању првог дела такмичарске 2022/23.